# Ensemble Villancico
Ensemble Villancico bildades 1995 i Stockholm av Peter Pontvik, i syfte att framföra och sprida renässansmusiksamlingen Cancionero de Upsala. Därefter introducerade ensemblen Latinamerikas barockmusik i Norden, som den till dagens datum är en av världens främsta uttolkare av. Denna fascinerande repertoar beskrivs av Villancico som Early world music. Ensemblen verkar även för att återuppväcka nordisk tidig musik.
Ensemble Villancico har gett hundratals konserter i mer än 30 länder, i Skandinavien, övriga Europa och Latinamerika. Sveriges Television spelade 2002 in två konsertprogram med ensemblen (”Veckans konsert” och ”Djungelns julmusik”) som senare sändes tre år i rad på annandag jul. År 2016 spelade SVT in "Barockmusik i Bolivia", en dokumentär om Ensemblen Villancicos turné i östra Bolivia som sändes på Nobelkvällen samma år. Ensemblen har även varit Veckans artist i P2 samt dokumenterats i internationell radio och TV. De har tilldelats Ivan Lucacic-priset för bästa barockinterpretation samt blivit nominerade till en Grammis för årets klassiska ensemble. 2019 framförde de Missa super Lauda Jerusalem - Sveriges äldsta mässa från 1598 på Stockholm Early Music Festival. Konserten introduceras med en föreläsning av Mattias Lundberg, professor i musikvetenskap.
Ensemble Villancico består normalt av 8 sångare (2 sopraner, 1 countertenorer, 1 alt, 2 tenorer, en baryton och en bas), fyra instrumentalister (flöjt, viola da gamba, barockgitarr och slagverk), samt två barockdansare. Andra instrument kan förekomma beroende på repertoar.

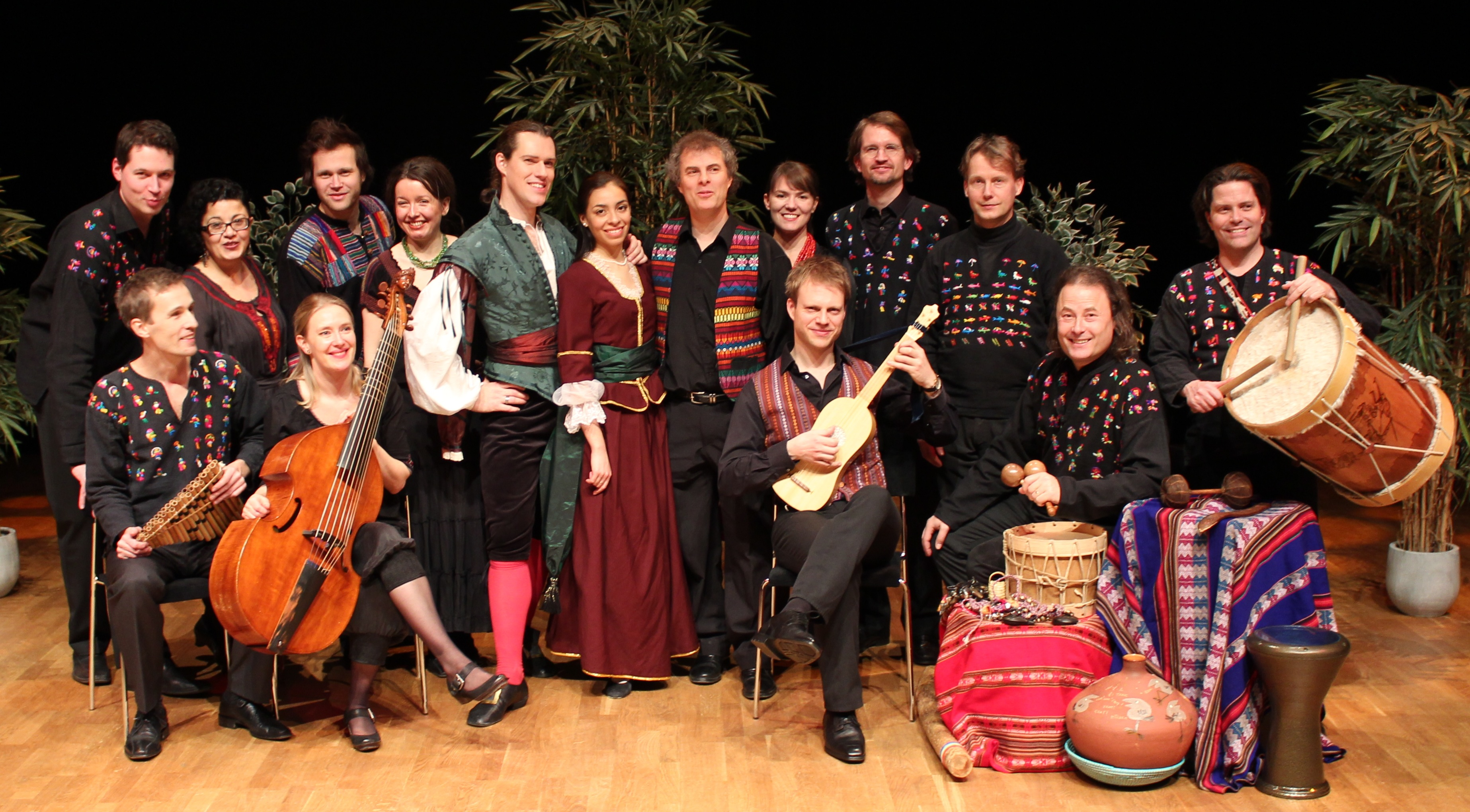
Ensemble Villancico 2012 (Foto: Erik Ask-Upmark)

Utgiven musik på CD och partitur  :
- Cancionero de Upsala 1556 (Proprius) (1996)
- Music from a pack of cards (1999) Chansoner av Claudin de Sermisy m fl.
- ¡A la Xácara! The Jungle Book of the Baroque (CAP 21658) (2000) Latinamerikansk barockmusik.
- Hy hy hy hy hy hy hy - The New Jungle Book of the Baroque (CAP 21688) (2002) Latinamerikansk barockmusik.
- The Källunge Codex 1622 (Sjelvar) (2005) med sakral musik från 1500-talet ur en gåtfull handskriven stämbok, upptäckt i Källunge på Gotland.
- ¡Una tonadilla nueva! (CPO 777568-2) (2011), barockmusik från Ecuador, ensemblens tredje skiva inom genren latinamerikansk barock.
- ¡Tambalagumbá! (CPO 777811-2) (2013), ensemblens fjärde skiva inom genren latinamerikansk barock.
- The Jungle Book of the Baroque - Early World Music in Latin America  (2016), ensemblens och Sveriges första notbok med latinamerikansk barockmusik.
- Sweden's earliest polyphonic mass - anno 1598. Missa Lauda Hierusalem (Theregoat Records, 2019), det äldsta svenska liturgiska flerstämmiga verket med känd upphovsperson - Bertil Kjellner (Bartolomeus Chellnerus). Ett urval 1500- och 1600-tals motetter, koraler och sånger ur arkiv i Västerås och Växjö finns med.